# Reifenberg (Taunus)

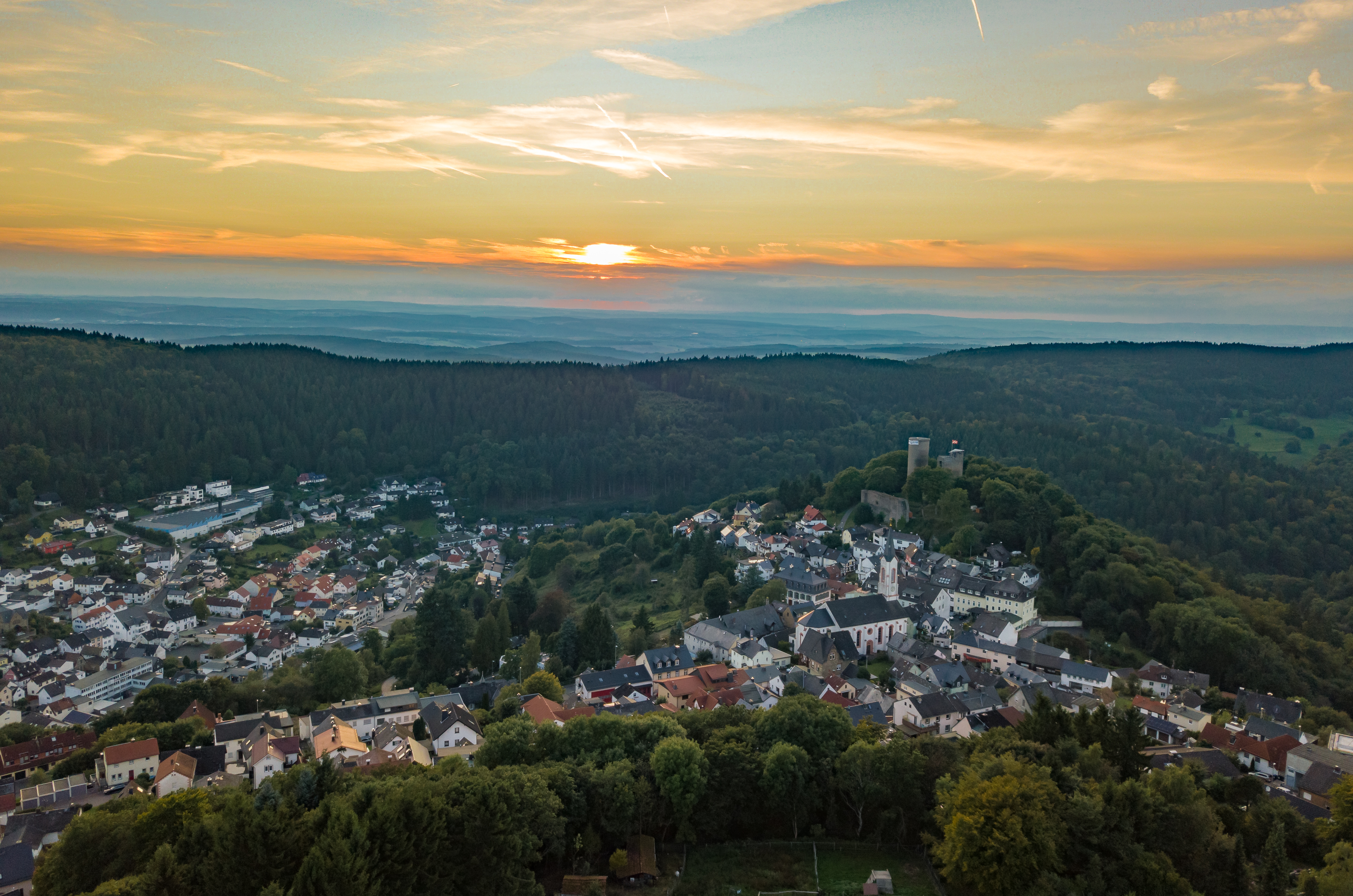
Nieder- und Oberreifenberg

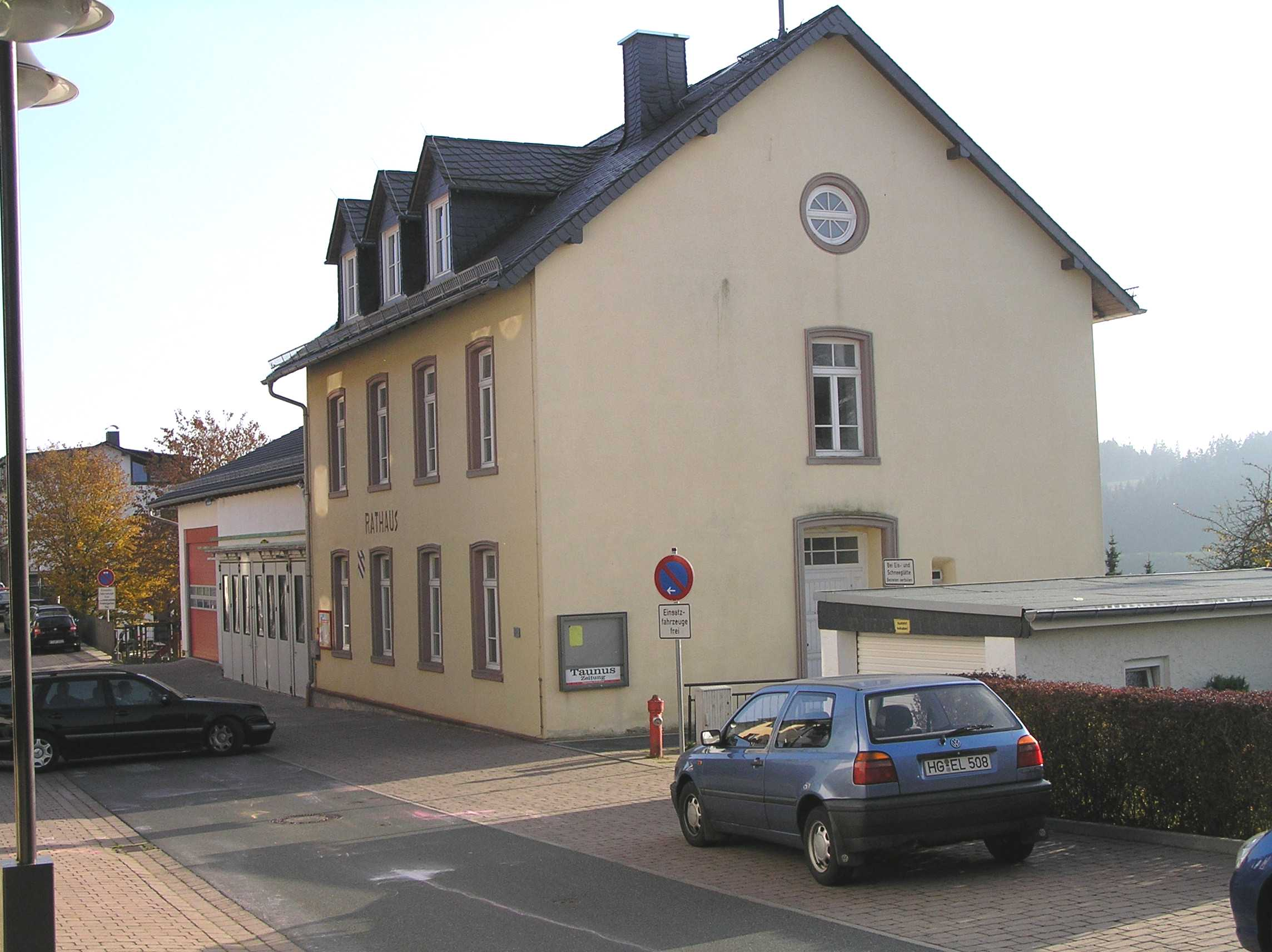
Altes Rathaus Oberreifenberg

Die Gemeinde Reifenberg war vom 1. April 1939 bis 1945 und erneut vom 31. Dezember 1971 bis zum 1. August 1972 für kurze Zeit eine selbstständige Gemeinde in Hessen.

## 1939 bis 1945
Im Rahmen einer Gebietsreform wurden am 1. April 1939 eine Vielzahl von Gemeinden zu größeren Einheiten zusammengelegt. Hierbei wurden Oberreifenberg und Niederreifenberg zur Gemeinde Reifenberg zusammengefasst. Die Ortsteile wurden nur regierungsamtlich „Reifenberg Ost“ (Oberreifenberg) und „Reifenberg West“ (Niederreifenberg) genannt. Als Bürgermeister fungierte zunächst kommissarisch der Regierungsreferendar Müller. Ab dem 12. Juni 1936 amtierte Fritz Heß (* 8. Oktober 1907) (NSDAP) als hauptamtlicher Bürgermeister. 1945 wurde die Gemeinde aufgelöst und die beiden bisherigen selbstständigen Gemeinden wieder errichtet.

## 1972
Seit Mitte der 1960er Jahre wurde über eine Gebietsreform in Hessen diskutiert. Wunsch der Landesregierung war, dass die Zusammenschlüsse der Gemeinden und Kreise auf freiwilliger Basis erfolgen sollten. Da dies vielfach nicht der Fall war, stand gleichzeitig die Drohung mit einer landesgesetzlichen Regelung im Raum. In den meisten Fällen reichte diese Drohung, nicht jedoch im Hohen Taunus.
Um sich vor der unerwünschten Eingliederung in die Gemeinde Schmitten im Taunus zu schützen, beschlossen die (damals zum Main-Taunus-Kreis gehörenden) selbstständigen Gemeinden Oberreifenberg und Niederreifenberg 1971 jeweils einstimmig den Zusammenschluss zur selbstständigen Gemeinde Reifenberg zum 31. Dezember 1971. Mit diesem Beschluss wurden jahrhundertealte Rivalitäten der benachbarten Orte zunächst zurückgestellt.
In der Gemeinde Reifenberg wurde Erwin Müller als Bürgermeister gewählt. Er sollte aber nur eine kurze Amtszeit haben. Die Gemeinde Reifenberg mit gerade einmal 1500 Haushalten entsprach nicht der von der Landesregierung gewünschten Gemeindegröße. Im Rahmen der Gebietsreform in Hessen wurde daher kraft Landesgesetz eine Fusion der Gemeinde Reifenberg mit der Gemeinde Schmitten verfügt.
Die Gemeinde Reifenberg reichte gegen den Beschluss des Hessischen Landtags erfolglos Klage beim Bundesverwaltungsgericht ein. So blieb es bei der Bildung der heutigen Großgemeinde Schmitten.
Erwin Müller wurde durch den ersten Bürgermeister der Großgemeinde Georg Hahl (CDU) abgelöst. Auch heute noch prägt der Gegensatz der Ortsteile die Gemeindepolitik. Es bestehen zwei freie Wählergemeinschaften in der Großgemeinde: Die FWG, die viele Jahre den Bürgermeister stellte, hat ihren Kern in Arnoldshain, der UBB seinen Schwerpunkt in beiden Reifenbergs.